# 罗阿尔·格伦沃尔
罗阿尔·格伦沃尔（挪威語：Roar Grønvold，1946年3月19日—），挪威男子速度滑冰运动员。他曾代表挪威参加1968年和1972年冬季奥林匹克运动会速度滑冰比赛，获得二枚银牌。